# つがる市役所
つがる市役所（つがるしやくしょ）は、日本の地方公共団体、つがる市の執行機関としての事務を行う施設（役所）。

## 概要
当役所は、旧木造町域に本庁舎、柏村域に分庁舎、森田村域、稲垣村域、車力村域に支所が置かれている。2005年2月10日までは、本庁舎は木造町役場、分庁舎は柏村役場、各支所は各村役場であった。なお、木造本庁舎（旧：木造町役場）は、1989年6月5日から現在地での業務を開始している。

## 施設概要
- 木造本庁舎分のみ

| 階  | |
| --- | --- |
| 3階 | 会議室（第1・第2・第3）・市議会議場・議会事務局・正副議長室・トイレ・農業委員会 |
| 2階 | 市長室・副市長室・応接室・庁議室・秘書広報課・総務課・財政課･管財課・企画調整課・地域創生対策室・地域ブランド対策室・下水道課・建築住宅課・土木課・相談室・商工観光課・農林水産課・水田農業対策係（農林水産課）・行政資料室・選挙管理委員会事務局･電話交換室・会議室（第2・第3・第4）・給湯室・トイレ |
| 1階 | ロビー・健康推進課・保護課・介護課・地域包括支援センター・税務課・収納課・福祉課・市民課・国民健康保険課・会計課・監査委員事務局・青森銀行派出所・ATM・トイレ・警備員室 |

なお、市教育委員会は市道をはさんだ「生涯学習交流センター・松の館」内に、福祉事務所は柏分庁舎に、それぞれ置かれている。なお、柏分庁舎内に置かれていた農業委員会事務局は、2018年（平成30年）9月25日に木造本庁舎に移転した。　

## 開庁時間
- つがる出張所以外…月曜日から金曜日の8時30分から17時15分（土曜・日曜・祝日・年末年始を除く）
- つがる出張所…年末年始を除く、10時00分から19時00分

## 住所
すべてつがる市
- 木造本庁舎 - 木造若緑61番1号
- 柏分庁舎 - 柏桑野木田字福井20番4号
- 車力支所 - 車力町花林65番地
- 稲垣支所 - 稲垣町豊川字宮川31番1号
- 森田支所 - 森田町森田字屏風山2番84号
- つがる出張所（すまいるプラザ） - 柏稲盛字幾世41番地のイオンモールつがる柏内

## アクセス
- JR東日本五能線木造駅から車で約5分。
- 弘南バス鯵ヶ沢線｢つがる市役所前｣バス停か南広森線｢しゃこちゃん温泉前｣バス停下車後、すぐ近く。

## 本庁舎周辺
- つがる市商工会議所本所
- つがる市縄文住居展示資料館カルコ
- つがる市木造福祉交流センター
  - しゃこちゃん温泉
- 生涯学習交流センター・松の館 - つがる市教育委員会が入っている。
- つがる市社会福祉協議会
- 青森みちのく銀行つがる支店
- ファミリーマートつがる市役所前店